# Tipo-Tipo
Tipo-Tipo é um município de  terceira classe de renda municipal (d) na província Basilan, nas Filipinas. De acordo com o censo de 1 de maio  de  2020 possui uma população de 25 531 pessoas e 4 195 domicílios.